# Compositor
Una compositora o compositor és algú que compon música, és a dir, que crea una obra reunint o combinant diversos elements musicals.
Escriu una partitura emprant la notació musical perquè ell/a mateix/a o bé d'altres puguin interpretar l'obra. Això ho distingeix del músic que improvisa. Es poden compondre una gran varietat d'obres: orquestrals, de cambra, corals, per a instrument solista, vocals i fins a entrar dins del gènere operístic.
Al llarg de la història de la música clàssica, la funció de compondre música ha variat, segons el context. Als inicis sovint importava més l'execució musical. Escriure, o més tard imprimir partitures podia tenir menys importància, i les persones intèrprets generalment podien modificar les obres en el moment de l'execució. Amb el temps, tanmateix, els i les compositores van començar a donar instruccions molt estrictes, que els intèrprets havien de respectar. Aquest criteri, d'altra banda, podria considerar-se en alguns casos com a molt purista. Per això, el paper de la compositora o compositor ha sigut cada vegada més important, sovint acompanyant al seu prestigi com a intèrpret. Si durant el classicisme va adquirir una creixent importància, en el romanticisme el compositor va esdevenir un personatge gairebé mític, com és el cas de Ludwig van Beethoven.

## Compositors i compositores destacades d'Europa
Alguns de les i els compositors/es més destacats de la història de la música clàssica europea són:
Renaixement: Josquin Des Prés, H. von Bingen, G. Pierluigi da Palestrina, Orlande de Lassus.
Barroc: J. S. Bach, F. Caccini, G. F. Händel, M. Cassulana, A. Vivaldi, I. Leonarda, J. F. Rameau.
Classicisme: W. A. Mozart, F. J. Haydn, H.de Montgeroult, C. W. Gluck, L. V. Beethoven (etapa de joventut) 
Romanticisme: C. Schumann, F. Chopin, F. Mendelssohn, R. Schumann, F. Mendelssohn, J. Brahms, L. Farrenc, P. I. Txaikovsky, M. Szymanowska, F. Schubert, E. Mayer, 
Segle XX (i finals del XIX): E. Smith, C. Debussy, E. Barns, M. Ravel, A. Beach, S. Rakhmàninov, L. Boulanger, S. Prokoviev, C. Cheminade, B. Bartok, R. Clarke, I. Stravinsky, L. A. Le Beau, A. Schoenberg, E. Maconchy, D. Xostakovitx, F. Mompou, D. Pejacevic, O. Messiaen, G. Ligeti, G. Tailleferre, R. Strauss, Lamote de Grignon, 
Actuals (SXX - XXI) S. Gubaidúlina, 
El terme compositor es fa servir molt específicament en música clàssica. En la música popular, al compositor/a molt més habitualment se l'anomena autor/a o bé, més específicament cantautor/a quan és a la vegada l'autor/a i l'intèrpret de les seves obres.